# Nationalités en Yougoslavie
De 1918 à 2003 a existé en Europe un État appelé « Yougoslavie ». Le mot jug (le radical « youg- » en français) dans les langues slaves signifie « sud » : la Yougoslavie est donc un pays qui réunit plusieurs peuples slaves du Sud. En 1991, ce pays a été le théâtre d'une série de conflits à l'issue desquels quatre des six républiques fédérées ont pris leur indépendance, les deux restantes se séparant définitivement en 2006. 
Cet article parle du concept de « nationalité » dans le territoire yougoslave et de ses évolutions.

## Situation géographique
La Yougoslavie se situe en Europe du Sud-Est, et la majeure partie du pays se trouvait dans la péninsule des Balkans, limitée grosso modo au nord par le Danube, le Save, l'Una et la Dragonja. Outre les sept pays issus de la Yougoslavie, la péninsule des Balkans comprend l'Albanie, la Grèce, la Bulgarie et des parties de la Roumanie (Dobroudja du Nord) et de la Turquie (Thrace orientale).
La plus grande partie de cette région est habitée par des Slaves méridionaux. Les langues slaves méridionales regroupent la majorité des locuteurs des langues dans les Balkans. Avant l'arrivée des Slaves, cette région était habitée par des populations locutrices des langues paléo-balkaniques, partiellement romanisées, dont les Albanais, les Grecs et les Valaques sont les successeurs linguistiques.

## Situation juridique
Si tous les citoyens du royaume de Yougoslavie (1918-1941) et de la république fédérale socialiste de Yougoslavie (1945-1991) étaient des « Yougoslaves » selon le droit du sol, en revanche l'état-civil et les recensements de ces deux États les classaient en « nationalités » au sens d'ethnies, selon le droit du sang. En effet le mot « nationalité » n'avait pas, dans les sources yougoslaves (comme dans les sources soviétiques et celles des pays de l'Est) le même sens qu'en français, où il se confond avec la « citoyenneté », mais signifiait « appartenance à un peuple constitutif de l'État » (pripadaju konstitutivnom narodu Države).  Ces peuples n'étaient cependant pas définis uniquement selon des critères uniformes ethnologiques, mais aussi sur des critères géographiques ou politiques : par exemple, les locuteurs du serbo-croate de confession orthodoxe pouvaient être aussi bien définis comme « Serbes » ou « Monténégrins » (et cela, y compris au sein du Monténégro) ; les locuteurs du serbo-croate de confession musulmane pouvaient être définis comme « Musulmans », comme « Sandžakis » ou comme « Goranes » (soit « Montagnards ») ; et parmi les locuteurs des langues romanes orientales, on trouvait des « Roumains » en Voïvodine, des « Croates tchitches » (Čiči) en Istrie et des « Croates morlaques » en Dalmatie, tandis que les Roumains de la Dunavska Krajina (Vlasi) et les Aroumains (Vlaši) étaient comptés, bien que parlant deux langues différentes, comme « Serbes de langue valaque ». Beaucoup de Roms n'étaient pas comptés comme tels mais inclus dans les « nationalités » locutrices du serbo-croate, de l'albanais ou d'autres langues.

## Les peuples slaves méridionaux (ouyougo-slaves)

### Origines (duVIeauXIIIesiècle)
Au VIe siècle, les Balkans faisaient partie de l'empire byzantin. À cette époque, des tribus Slaves franchirent la frontière et occupèrent la plus grande partie des Balkans où ils constituèrent de petits duchés gouvernés par des knèzes, appelés « sclavinies ». Certaines de ces tribus donneront leur nom à des peuples actuels : Slovènes, Croates, Serbes et Bulgares.
À la fin du IXe siècle, les Slaves méridionaux furent séparés des autres Slaves par l'arrivée des Hongrois dans la plaine du moyen-Danube.
Du VIIIe au Xe siècle, les Byzantins reconquirent progressivement les Balkans et la plupart des Slaves du sud passèrent de la mythologie slave au christianisme et à la civilisation byzantine. Une minorité toutefois écouta les prêches du prêtre paulicien Bogomil et adopta le christianisme bogomilien. Pour leur part, les boïlas bulgares étaient tengristes, mais eux aussi adoptèrent le christianisme en 864 (et aussi la langue slavonne, devenue le bulgare). Lors de la séparation des Églises d'Orient et d'Occident en 1054, les Carantanes, Slovènes et Croates se trouvèrent dans l'obédience de l'Église de Rome et adoptèrent le rite latin grâce à l'influence des Carolingiens et des Vénitiens, tandis que les autres populations des Balkans, qui utilisaient l'alphabet cyrillique inventé par les missionnaires byzantins Cyrille et Méthode, se trouvèrent dans l'obédience de l'Église de Constantinople et adoptèrent le rite grec, mais de langue slavonne. La différence entre Slaves du Sud catholiques (Slovènes et Croates) et Slaves du sud orthodoxes (Serbes et Bulgares) joua un rôle géopolitique dans les conflits de la fin du XXe siècle.
Au Moyen Âge, les peuples slaves du sud connaissent des évolutions différentes :
- en Europe centrale :
  - les Slovènes n'ont jamais formé un État : ils font partie du Saint-Empire romain germanique, puis de l'Autriche jusqu'en 1918 ;
  - les Croates forment un royaume au IXe siècle. Au XIIe siècle, la couronne de Croatie passe au roi de Hongrie et c'est pourquoi, jusqu'en 1918, le royaume de Croatie-Slavonie fit partie de la Hongrie au sein de l'Autriche-Hongrie.
- en Europe du Sud-Est :
  - les Bulgares édifièrent deux royaumes successifs, bien plus vastes que la Bulgarie actuelle puisqu'ils incluaient la Serbie orientale, les pays danubiens, la Macédoine du Nord et la Macédoine occidentale, d'abord au IXe siècle (royaume détruit par les Byzantins) et ensuite au XIIIe siècle (royaume détruit par les Turcs ottomans).
  - Les Serbes formeront un royaume (XIIe siècle), puis un empire (XIVe siècle), ce dernier incluant aussi la moité Nord de la Grèce.

### Évolution des Serbes (XIIIesiècle-XVIIIesiècle)
Les Serbes formaient le peuple le plus nombreux de la Yougoslavie. Comme la plupart des pays européens au XIXe siècle, les Serbes veulent créer leur État-nation, regroupant sinon tous les Serbes comme au temps de la dynastie des Nemanjićs (1170-1371), du moins la plupart. C'est sur l'Église orthodoxe serbe, qui les identifie et les représente à la fois face aux Ottomans musulmans qui règnent au sud du Danube, que face aux Habsbourg catholiques qui règnent au nord du Danube, que les Serbes s'appuient pour justifier leurs revendications politiques et territoriales. C'est Nemanjić, saint Sava qui a créé l'Église autocéphale serbe et c'est son père, Étienne Dušan qui créa l'empire serbe (1331-1355), devenu la référence des nationalistes serbes actuels. C'est à cette époque que furent construits de nombreux monastères serbes, aujourd'hui démolis, dans l'actuel Kosovo, région d'autant plus sensible pour la mémoire serbe, que c'est là que se déroula en 1389 la bataille de Kosovo Polje où les Serbes conduits par le prince Lazare perdirent leur indépendance face aux Turcs ottomans. Le six centième anniversaire de cette bataille a été célébré en 1989 par les Serbes, qui la considèrent comme l'épisode le plus sombre mais aussi le plus héroïque de leur histoire.
La domination ottomane dura près de cinq siècles et de tous les États slaves et chrétiens des Balkans, seules les petites république de Dubrovnik (catholique) et principauté du Monténégro (orthodoxe) purent conserver leurs indépendances, grâce à l'aide vénitienne.
Les Turcs ne cherchent pas à convertir à l'islam les peuples conquis, représentés par leur propre clergé, mais une partie des Serbes et Croates (surtout en Bosnie) et la majorité des Albanais se convertissent néanmoins à l'islam pour échapper au haraç (double imposition sur les non-musulmans) et au devchirmé (enlèvement des garçons pour devenir des janissaires). Le fait que la dimension religieuse soit identitaire prendra un aspect discriminateur pendant la Seconde Guerre mondiale et lors des conflits de partition de la Yougoslavie.
À la fin du XVIIe siècle, les Habsbourg créent des « confins militaires » le long de la frontière ottomane (en Slavonie et Voïvodine). De plus, entre 1718 et 1739, la Serbie au sud du Danube, autour de Belgrade, devient un royaume des Habsbourg qui y abolissent les discriminations ottomanes. Dans les « confins militaires », Serbes et Croates de l'empire d'Autriche coopèrent et développent l'austroslavisme (mouvement d'émancipation des slaves de l'Empire, aboutissant à la création de l'État des Slovènes, Croates et Serbes puis de la Yougoslavie) bien avant de s'y opposer par les armes de 1991 à 1995.

### Renaissance de la Serbie (1804-1914)
Dans l'Empire ottoman, au XIXe siècle, deux révoltes majeures, en partie suscitées par les encouragements de l'Empire russe en guerre contre les Turcs, soulèvent les Serbes en 1804 et 1815. La Russie reconnaît la principauté de Serbie en 1817 ; au Traité d'Andrinople (1829), les Turcs reconnaissent à leur tour l'autonomie de la principauté serbe.
En même temps qu'éclatent des révoltes réprimées de façon sanglante par les Turcs, les Balkans deviennent le théâtre des rivalités des grandes puissances qui veulent dépecer l'empire ottoman : la Russie qui se veut la protectrice des peuples slaves (panslavisme) et souhaite atteindre la Méditerranée, s'oppose à l'Autriche qui souhaite s'accroître territorialement dans les Balkans.
L'Angleterre, quant à elle, veut protéger ses intérêts vitaux en Méditerranée, route des Indes.
En 1878, le congrès de Berlin entend régler la question d'Orient de manière à diviser les Balkans en petites puissances rivales et à empêcher une union de tous les Slaves méridionaux de l'Adriatique à la mer Noire : la Roumanie, la Serbie et le Monténégro deviennent complètement indépendants ; la Bulgarie reçoit un statut d'autonomie, tandis que la Bosnie-Herzégovine est occupée et administrée par l'Autriche-Hongrie.
Au cours du XIXe siècle se répand dans les Balkans la conception moderne de la nation, basée sur des notions de communauté de langue et d'héritage historique et culturel commun. Le nationalisme donne naissance dans les Balkans à des projets parfois complémentaires mais le plus souvent antagonistes : 
- l'idée d'une « Grande Serbie » défendue par Ilija Garašanin dans L'Esquisse (1844). Pour Garašanin, la Serbie est la protectrice de « tous les slaves Turcs ». Il s'appuie sur l'histoire serbe du XIVe siècle (empire de Dušan) et réclame pour la Serbie le Monténégro, la Bosnie-Herzégovine, la Macédoine, le nord de l'Albanie et les « confins militaires ». Ce projet s'opposait au nationalisme bulgare, pour lequel les Macédoniens slaves sont des Bulgares ;
- l'« Illyrisme » s'appuie sur les similitudes linguistiques et l'origine commune des slaves du sud pour proposer la création d'un pays commun aux peuples de la région. La première étape a été la création par des intellectuels croates d'une langue commune : le serbo-croate. Le terme « illyrisme » fut bientôt remplacé par celui de « yougoslavisme ». Il existait différentes variantes de ce projet  : la création d'un état yougoslave ou une fédération balkanique.

L'annexion de la Bosnie par l'Autriche-Hongrie en 1908 est mal vécue par tous les Yougoslaves, et particulièrement par les Serbes, dont l'expansion vers l'ouest est alors bloquée. La rancœur des nationalistes envers l'Autriche favorise la naissance de nombreuses sociétés secrètes, y compris en Bosnie.
La politique de répression pratiquée par les Turcs en Macédoine a pour effet une alliance de la Serbie, de la Bulgarie et de la Grèce, qui revendiquent toutes les trois cette région. Ils forment une alliance balkanique et attaquent la Turquie. Victorieux, ils n'arrivent pas à se mettre d'accord sur le partage de la Macédoine. Au cours d'une deuxième guerre balkanique,  les Bulgares attaquent les Serbes puis sont vaincus par une alliance des Serbes, Grecs, Roumains et Turcs. La plus grande partie de cette région reviendra à la Serbie. Les grandes puissances imposent la création d'un État d'Albanie, mais le Kosovo est attribué à la Serbie. À la suite de ce conflit, la Bulgarie se trouve exclue de tout projet d'union yougoslave.
Le 28 juin 1914, l'héritier du trône d'Autriche-Hongrie est assassiné à Sarajevo par un jeune Serbe. L'Autriche accuse la Serbie d'avoir organisé l'attentat et lui déclare la guerre. C'est le début de la Première Guerre mondiale. La Serbie mène la guerre aux côtés des Alliés et entre en contact avec des représentants des peuples slaves d'Autriche.

### L'entre-deux-guerres (1918-1941)
Le 1er décembre 1918, le prince régent Alexandre proclama la constitution du royaume des Serbes, Croates et Slovènes. La Macédoine et le Monténégro avaient été intégrés dans cette construction, sans qu'il soit tenu compte de leur identité. Dès le début régna un malentendu entre les Slaves de l'ancien empire autrichien, partisans d'une union sur un pied d'égalité, et certains Serbes, qui considéraient la Serbie comme la libératrice des autres peuples, et estimaient que le peuple serbe majoritaire devait guider ces peuples.
Le pouvoir royal serbe devint rapidement autoritaire et opprima les autres nationalités, en particulier les Croates. En 1929, le pays prit le nom de « royaume de Yougoslavie ». Le découpage administratif du pays en 1929 ne tenait aucun compte des frontières historiques. En 1934, le roi Alexandre fut assassiné en France par des extrémistes macédoniens et croates. Face à la montée des tensions internationales (Hitler, Mussolini), le gouvernement fit une concession aux Croates en créant une banovina (= région) croate (1939).

### La Seconde Guerre mondiale (1939-1945)
Au début de la Seconde Guerre mondiale, le gouvernement yougoslave essaya de maintenir une position de neutralité. Sous la pression allemande, le pays adhéra néanmoins au Pacte tripartite (25 mars 1941), mais, deux jours plus tard, des officiers serbes anglophiles renversèrent le gouvernement Cvetkovic. Le nouveau gouvernement était indécis, tandis que des manifestations anti-allemandes avaient lieu dans les rues. Furieux, Hitler envahit la Yougoslavie, qui capitula après dix jours. Le gouvernement royal se réfugia à Londres.
Le pays fut démembré.

Démembrement de la Yougoslavie après l'invasion allemande

- Certaines parties du pays furent annexées par l'Italie, la Hongrie et la Bulgarie.
- La Serbie, réduite à son territoire de 1878, fut occupée par les Allemands, les Bulgares et les Albanais et les Italiens (au Kosovo), la voïvodine fut occupée par les Hongrois et un gouvernement de collaborateurs fut établi à Belgrade.
- Les Allemands créèrent un « État indépendant de Croatie », dont le gouvernement fut confié à Ante Pavelić, chef de l'organisation fasciste des Oustachis.

Dans cet État, qui comprenait la Bosnie-Herzégovine, et donc d'importantes minorités serbes, les Oustachis instaurèrent un régime de terreur. D'inspiration catholique, ce régime persécuta les juifs ainsi que les orthodoxes serbes, dont beaucoup furent forcés de se convertir au catholicisme (240 000 entre 1941 et 1942). En cas de refus, ils furent envoyer dans le camp d'extermination de Jasenovac ou tout simplement exécutés.
Rapidement se constituèrent des organisations de résistance :
- les Tchetniks (= nom donné traditionnellement aux guérilleros luttant contre les Turcs), organisation royaliste et anti-communiste, dirigée par le général Draža Mihailović. Ce mouvement purement serbe combattit non seulement les Allemands, mais aussi les nationalités voisines et se livra à des massacres ;
- le mouvement des Partisans, dirigé par Josip Broz, alias Tito, qui dépendait du parti communiste et qui accueillit des membres de toutes les nationalités, avec une forte proportion de serbe de Croatie victime du régime oustachi.

Rapidement on aboutit à une situation confuse où les deux mouvements de résistance combattaient les occupants, mais se battaient aussi entre eux.
Les atrocités commises au cours de cette guerre ont fait l'objet de controverses : combien de victimes ont fait les Tchetniks d'un côté et les Oustachis de l'autre ? Il n'existe pas de chiffre fiable (ex. de 700 000 Serbes exterminés par les Oustachis à 80 000, selon que l'historien soit serbe ou croate). Ce problème a contribué à alimenter les polémiques entre Serbes et Croates.
Les Britanniques, qui soutenaient d'abord Mihailović, estimèrent bientôt que Tito était plus efficace dans la lutte contre les Allemands et lui donnèrent leur appui.
Tito entra à Belgrade en libérateur le 20 octobre 1944. Le roi de Yougoslavie fut écarté et Tito instaura un nouveau régime.

### La Yougoslavie de Tito (1945-1991)
Tito était communiste et le régime socialiste qu'il instaura était aligné sur l'URSS de Staline. En créant la république fédérative socialiste de Yougoslavie, les dirigeants communistes voulaient résoudre le problème des nationalités qui avait empoisonné la vie de la première Yougoslavie.
La Constitution, basée sur l'égalité des peuples, leur garantissait de nombreux droits politiques et culturels. Par ailleurs, comme le pays était dirigé par un parti unique (la Ligue des communistes de Yougoslavie), ces droits restaient largement théoriques tant que le pouvoir était fort.
Les revendications nationalistes étaient durement réprimées (répression du « printemps croate » en 1971, dont fut victime le général communiste Franjo Tuđman, (le futur président croate), mais le système évolua néanmoins vers une plus grande autonomie des républiques, et un amoindrissement du pouvoir de la Fédération. Tito, qui intervenait comme arbitre, était le ciment de cette construction.
Au cours des années soixante, le niveau de développement économique devint de plus en plus différent, et les républiques « riches » (Slovénie, Croatie) furent de plus en plus réticentes à faire preuve de solidarité avec les républiques « pauvres » du sud (contribution à un fonds général d'investissement), d'où un conflit Nord (partie anciennement autrichienne)-sud (partie anciennement turque).
Avant 1971, en Yougoslavie, s'il existait officiellement les nationalités croate, macédonienne, monténégrine, serbe et slovène, la nationalité bosniaque n'avait pas de reconnaissance officielle. Ainsi, la Bosnie était de jure peuplée en majorité de Serbes et de Croates, les Slaves musulmans étant alors uniquement considérés comme des Croates ou des Serbes ayant la particularité d'être de religion musulmane. Les Bosniaques n'avaient alors pas le statut de peuple constitutif, malgré la volonté des membres musulmans de la direction bosniaque de la Ligue des communistes de Yougoslavie. Cependant, sous la pression de ces derniers, la constitution yougoslave est amendée en 1971, afin de reconnaître l'existence des « Musulmans » en tant que nation à part entière. Ce fait vaut à Tito les remerciements de la Ligue islamique mondiale (ainsi que de l'aide financière), par la bouche du roi d'Arabie saoudite en visite à Sarajevo : « Merci au maréchal Tito pour les droits et libertés donnés aux musulmans en Yougoslavie ».
La décentralisation est accélérée par la constitution de 1974. Cette constitution renforce l'autonomie des provinces autonomes (Voïvodine et Kosovo) qui ont presque les mêmes compétences qu'une république, ce qui provoque l'amertume des Serbes. Cette situation ne satisfait malgré tout pas les Albanais du Kosovo, qui réclament le statut d'une république.
Sous le régime de Tito, le gouvernement procède à des recensements qui mentionnent l'appartenance nationale : seuls environ 5 % de la population se déclarent « Yougoslaves » en 1981, plutôt que Serbes, Croates, Albanais, etc. Le sentiment d'identité « yougoslave » était donc plutôt faible.
À la mort de Tito (1980), son régime lui survit difficilement. La Yougoslavie connaît un système compliqué de présidence tournante annuelle entre les présidents des républiques yougoslaves.
La situation continue de se détériorer au Kosovo où éclatent des émeutes en 1981, durement réprimées.
Au cours des années 1980, la Yougoslavie est touchée par le climat de libéralisation politique en URSS et dans les pays de l'Est. Cette libéralisation se manifeste en Serbie par la rédaction du  « Mémorandum de l'Académie serbe des sciences et des arts » (1986). Ce texte, extrêmement critique à l'égard du régime communiste de Tito et résolument nationaliste, analyse les causes du mauvais état de l'économie yougoslave et condamne le découpage des républiques et surtout des provinces autonomes réalisé par Djias (un dirigeant communiste d'origine monténégrine) comme une injustice à l'égard des Serbes, 2 millions des serbes se retrouvant hors de la république de Serbie principalement en Bosnie et en Croatie.
Ce dernier thème est repris par Slobodan Milošević, un des dirigeants de la Ligue communiste de Serbie. Il accuse les autorités albanaises du Kosovo de ne rien faire pour empêcher les violences contre les Serbes du Kosovo.
Tous ces éléments contribuent à relancer le nationalisme serbe. Ce sentiment d'identité nationale est appuyé par l'Église orthodoxe et s'étend à tous les territoires de la Yougoslavie où vivent des Serbes.
Milošević a compris l'usage qu'il peut faire de nationalisme pour prendre le pouvoir en Serbie. Lors d'un discours prononcé le 24 avril 1987 à Kosovo Polje, il devient un héros pour les Serbes. En 1989, il parvient à faire adopter une révision de la constitution de Serbie, qui prive le Kosovo et la Voïvodine de leur autonomie. À l'occasion du six centième anniversaire de la bataille de Kosovo Polje, il organise une manifestation qui rassemble plus d'un million de Serbes.
La montée du nationalisme serbe inquiète les autres républiques, en particulier les Slovènes et les Croates. En 1990, lors de son congrès la Ligue communiste yougoslave éclate.
En 1990, la libéralisation politique aboutit à l'instauration du multipartisme. À la suite des premières élections libres, le Parti communiste perd le pouvoir en Croatie et en Slovénie, au profit de partis nationalistes, hostiles à Milošević. La tension croît entre Serbes et Croates. Les Serbes de la Krajina, en Croatie, de peur de subir le même génocide que pendant la Deuxième Guerre mondiale, ne reconnaissent plus l'autorité du gouvernement croate, puis font sécession.
Cette rébellion s'étend à la Slovénie. Les incidents sanglants se multiplient. L'armée « fédérale », dominée par les Serbes, prend parti pour les insurgés.
En 1991, Milošević s'oppose à l'accession d'un Croate à la présidence de la direction collégiale de la Fédération. Face à cette attitude, les Slovènes et les Croates se retirent de la Fédération (juin 1991). La Yougoslavie communiste a éclaté.

### La guerre en ex-Yougoslavie (1991-1995)

Animation montrant la dislocation de la Yougoslavie.

- Un conflit de quelques jours oppose les Slovènes à l'armée fédérale, au terme duquel celle-ci évacue la Slovénie (juin 1991) en effet il n'existait pas de minorité serbe en Slovénie.
- Officiellement, les combats qui éclatent en Croatie opposent les forces armées croates aux milices serbes locales, mais celles-ci sont appuyées par l'armée fédérale. La supériorité militaire des Serbes leur permet d'occuper près du quart du territoire croate.  Les opérations militaires s'accompagnent d'atrocités et de déplacements de population. Les épisodes les plus connus de la guerre sont la destruction de la ville martyre de Vukovar, on accuse souvent Tujman d'avoir abandonné Vukovar et le bombardement de Dubrovnik.

La communauté internationale (CEE et ONU) est impuissante : tous les accords conclus sont immédiatement violés. L'Europe est divisée : certains pays sont pro-Croates (Allemagne), d'autres comme la France pro-serbe ne veulent pas prendre de mesures contre. Ce n'est qu'en janvier 1992 qu'une force de l'ONU se déploiera entre les combattants. 
- En mars 1992, un référendum en Bosnie-Herzégovine décide de l'indépendance de cette république, qui comporte trois ethnies principales : Serbes, Croates et Musulmans (Bosniaques). Les Serbes boycottent le référendum. La guerre éclate de la même façon qu'en Croatie (sécession des Serbes locaux soutenus, indirectement cette fois, par l'armée « yougoslave »), mais les conditions sont très différentes. Les trois communautés sont imbriquées les unes dans les autres (voir carte[Quoi ?]), et les combats donnent lieu à des déplacements de population encore plus importants (entre deux et trois millions de personnes). Les combats opposent les Serbes aux Croato-Musulmans, mais également les Croates aux Musulmans.

Les Serbes de Bosnie, sous la direction de Radovan Karadzic, proclament la république serbe de Bosnie, malgré la reconnaissance de la république de Bosnie-Herzégovine par la communauté internationale (avril 1992).
Il est maintenant clair que la Yougoslavie est morte et que les Serbes, depuis Belgrade, mettent en œuvre leur projet nationaliste, c'est-à-dire de réunir tous les Serbes, y compris ceux qui vivent en dehors de la république de Serbie.
Les Serbes parviennent à s'emparer de 70 % du territoire. Une politique de nettoyage ethnique sur une grande échelle (siège d'enclaves musulmanes comme celles de Gorazde ou Srebrenica) vise à unifier le territoire serbe.
Les massacres commis par les Serbes, la création de camps de concentration, ainsi que le siège de Sarajevo, contribuent à mobiliser l'opinion internationale. L'ONU intervient progressivement, en envoyant des casques bleus (FORPRONU). Malgré des ultimatums et des frappes aériennes, elle est impuissante à arrêter les Serbes. La prise en otage de casques bleus ainsi que les atrocités commises par les Serbes lors de la prise de Srebrenica (1995) obligent Milošević à lâcher les Serbes de Bosnie.
En août 1995, les forces croates reconquièrent la Krajina qu'elles «purifient» aussi en chassant 250 000 Serbes de Croatie. Grâce aux bombardements de l'OTAN, les forces serbes perdent du terrain en Bosnie.
Des négociations s'ouvrent à Dayton, aux États-Unis d'Amérique, où Milošević représente les Serbes. Elles aboutissent aux accords du même nom (novembre 1995). Sur papier, la Bosnie doit rester un État, mais ces accords consacrent la division de la république en deux entités : une Fédération croato-musulmane et une république serbe de Bosnie. Les accords sont garantis par la présence de troupes de l'OTAN. Ils prévoient le retour des réfugiés, mais celui-ci n'a pas encore eu lieu. Le Tribunal international de La Haye a été chargé de poursuivre les auteurs des crimes commis au cours de la guerre.